# Cirrhilabrus katherinae
Cirrhilabrus katherinae là một loài cá biển thuộc chi Cirrhilabrus trong họ Cá bàng chài. Loài này được mô tả lần đầu tiên vào năm 1992.

## Từ nguyên
Từ định danh katherinae được đặt theo tên của Katherine A. Meyer, người vợ quá cố của John W. Shepherd, theo ý muốn của ông. Shepherd làm việc tại Phòng thí nghiệm Hải dương Guam và đã thu thập các mẫu vật của loài cá này.

## Phạm vi phân bố và môi trường sống
C. katherinae có ba kiểu hình chính và được phân bố ở ba khu vực. Kiểu hình thứ nhất từ quần đảo Ryukyu (Nhật Bản) trải dài đến đảo Đài Loan và tỉnh Cagayan (cực bắc Philippines). Kiểu hình thứ hai từ quần đảo Izu và quần đảo Ogasawara dọc theo quần đảo Mariana đến Guam và Saipan. Kiểu hình thứ ba giới hạn trong quần đảo Caroline.
Loài này được tìm thấy phổ biến gần các rạn san hô viền bờ hơn là trong đầm phá, độ sâu khoảng 10–40 m.

## Mô tả
Chiều dài lớn nhất được ghi nhận ở C. katherinae là 10 cm. Cá cái có màu đỏ cam, trắng hơn ở bụng, cuống đuôi có thêm đốm đen ở cá con.
Số gai ở vây lưng: 11; Số tia vây ở vây lưng: 9; Số gai ở vây hậu môn: 3; Số tia vây ở vây hậu môn: 9; Số tia vây ở vây ngực: 15; Số gai ở vây bụng: 1; Số tia vây ở vây bụng: 5.

## Phân loại học
C. katherinae nằm cùng một nhóm phức hợp loài với Cirrhilabrus balteatus, Cirrhilabrus beauperryi, Cirrhilabrus punctatus và Cirrhilabrus temminckii.

## Thương mại
C. katherinae được thu thập ngành trong ngành buôn bán cá cảnh, và được bán với giá khoảng 50 USD một con tại Hoa Kỳ.